# DBU Pokalen 2013-14
DBU Pokalen 2013-14 er den 60. udgave af DBU Pokalen. 

## Deltagere
108 hold er med i DBU Pokalen. Alle divisionshold fra sæsonen 2012-13 er automatisk med i pokalturneringen, mens tilmeldte seriehold spiller kvalifikationskampe for at komme med.
Det seriehold fra sæsonen 2012-13 som når længst får 100.000 kr.

## Første runde
I turneringens første runde er holdene opdelt i en vest- og øst pulje. I vestpuljen deltager 50 hold, der igen er opdelt i tre puljer, "Nord-puljen", "Midt-puljen" og "Syd/Fyn-puljen". Østpuljen består af 46 hold, der er opdelt i to puljer "Fyn/Sjælland/LF-puljen" og "Sjælland/København/Bornholm-puljen".
Kampene i første runde afvikles den 13. og 14. august 2013.

### Kampe

#### Vest

##### Nord-puljen
| Dato                               | Kamp                        | Res.  |
| ---------------------------------- | --------------------------- | ----- |
|                                    | Hirtshals B – Vendsyssel FF | 0 - 7 |
| Thisted – Skive                    | 5 - 0                       |       |
| Aars IK – Jammerbugt FC            | 0 - 2                       |       |
| Højslev Station IF – Aalborg Chang | 1 - 6                       |       |
| Skagen – Hobro IF                  | 0 - 4                       |       |

##### Midt-puljen
| Dato                         | Kamp                    | Res.  |
| ---------------------------- | ----------------------- | ----- |
|                              | Ringkøbing – AC Horsens | 0 - 5 |
| Odder IGF – FC Skanderborg   | 5 - 2                   |       |
| Aarhus 1900 – Silkeborg IF   | 1 - 4                   |       |
| Kjellerup IF – Aarhus Fremad | 1 - 3                   |       |
| Silkeborg KFUM – Mejrup GU   | 3 - 4                   |       |
| FC Djursland – IK Skovbakken | 4 - 3                   |       |
| Aabyhøj IF – Viby IF         | 0 - 1                   |       |
| Tjørring IF – Brabrand       | 5 - 3                   |       |

##### Syd/Fyn-puljen
| Dato                            | Kamp                   | Res.  |
| ------------------------------- | ---------------------- | ----- |
|                                 | Hedensted – Middelfart | 4 - 3 |
| KRFK – Stjernen                 | 0 - 1                  |       |
| Oure-skolerne – Næsby           | 0 - 7                  |       |
| Bramming – Fjordager IF         | 9 - 8 (str.)           |       |
| Holluf Pile – Langeskov IF      | 1 - 0                  |       |
| Grindsted GIF – Kolding B       | 0 - 5                  |       |
| Varde IF – Vejle BK             | 1 - 2                  |       |
| Otterup – FC Fredericia         | 0 - 5                  |       |
| Tarup Paarup – FC Sydvest       | 0 - 1                  |       |
| FC Sønderborg – FC Svendborg    | 0 - 1                  |       |
| Glamsbjerg IF – Marienlyst      | 2 - 5                  |       |
| Sæding/Guldager IF – Oversidder |                        |       |

#### Øst

##### Fyn/Sjælland/LF-puljen
| Dato                         | Kamp           | Res.  |
| ---------------------------- | -------------- | ----- |
|                              | TGB – Svebølle | 1 - 5 |
| Haslev FC – Næstved          | 1 - 4          |       |
| Nakskov – HB Køge            | 0 - 3          |       |
| Tuse – Nordvest FC           | 1 - 2          |       |
| Herlufsholm GF – Nykøbing FC | 0 - 2          |       |
| Kalundborg – Sydalliancen    | 5 - 4          |       |

(Sjælland/København/Bornholm-puljen)

## 2. runde
Tekst mangler, hjælp os med at skrive teksten

## 3. runde
Tredje runde har deltagelse af de 28 vindere fra 2. runde samt de fire højest rangerede superligahold fra forrige sæson.

## 4. runde
Fjerde runde har deltagelse af de 16 vindere fra 3. runde.

## Kvartfinaler
Kvartfinalerne har deltagelse af de 8 vindere fra 4. runde.

## Semifinaler
Semifinalerne har deltagelse af de 4 vindere fra kvartfinalerne. De spilles over to kampe.
- 26.03.2014 FC København – FC Nordsjælland, 1 – 0
- 27.03.2014 AC Horsens – AaB,	1 – 3
- 09.04.2014 AaB – AC Horsens, 2 – 1
- 10.04.2014 FC Nordsjælland – FC København, 1 – 1

## Finale
| 15. maj 2014 20.00 |

| AaB                                                                  | 4-2 | F.C. København                               |
| -------------------------------------------------------------------- | --- | -------------------------------------------- |
| Rasmus Thelander 41' 44' · Jakob Ahlmann 72' · Søren Frederiksen 74' |     | Andreas Cornelius 18' · Rúrik Gíslason 89' · |

| Parken, København Tilskuere: 27.380 Dommer: Jakob Kehlet |